# ريتشارد من كورنوال
ريتشارد (5 يناير 1209- 2 أبريل 1272)، الابن الثاني لجون ملك إنجلترا، كان الكونت الاسمي لبواتو (بين عامي 1225 و1243)، إيرل كورنوال (في عام 1225) وملك ألمانيا (في عام 1257). عُد ريتشارد من أغنى الرجال في أوروبا وانضم إلى حملة البارونات الصليبية، ونجح في مفاوضات إطلاق سراح السجناء، وساعد في بناء القلعة في عسقلان.

## سيرته

### نشأته
ولد ريتشارد في 5 يناير 1209 في قلعة وينشستر، بحيث كان الابن الثاني لجون ملك إنجلترا، وإيزابيلا كونتيسة أنغوليم. تم تعيينه بمنزلة الشريف الأعلى لبيركشاير في الثامنة من عمره، ونُصب كونتاً على بواتو منذ عام 1225. قدم له شقيقه الملك هنري الثالث كورنوال كهدية عيد ميلاده السادس عشر، ما جعله الشريف الأعلى لكورنوال، ساعدت عائداته من كورنوال في جعله أحد أغنى الرجال في أوروبا، توترت العلاقات في كثير من الأحيان بين الأخوين خلال السنوات الأولى من حكم هنري الثالث، على الرغم من ذلك  شن ريتشارد حملة بالنيابةً عن شقيقه الملك هنري       في بواتو وبريتاني، وشغله لمنصب الوصي ثلاث مرات، تمرد ريتشارد ضد هنري ثلاث مرات، ولكن هدأت وتيرة العلاقة بعد حصوله على هدايا ثمينة.
قدم ريتشارد أرض ميرثين (التي كانت في الأصل جزءًا من قصر وينيانتون) لغيرفاس دي تينتاغل مقابل قلعة تينتاغل في عام 1225، يُشاع أن ريتشارد قد شيد قلعة في الموقع في عام 1233 لربط سيرته بأسطورة الملك آرثر التي ربطها جيفري مونماوث بالمنطقة، بُنيت القلعة على الطراز القديم في ذلك الوقت لجعلها تبدو أكثر قدمًا، كان ريتشارد يأمل في أن يكسب بهذه الطريقة ثقة الكورنيون، الذين كانوا متشككين تجاه الغرباء، ولكن لم يكن للقلعة نفسها أي قيمة إستراتيجية حقيقية.
حل تأريخ فترة ريتشارد محل تفسير راليغ رادفورد الذي نسب العناصر الأقدم للقلعة إلى الإيرل ريجينالد دي دانستانفيل والعناصر الأحدث إلى إيرل ريتشارد. ومع ذلك اقترح سيدني توي فترة سابقة لبناء القلعة.

### زواجه من إيزابيل بين عامي 1231 و1240
تزوج ريتشارد في مارس 1231 من إيزابيل مارشال أرملة إيرل غلوستر الثرية، مما أثار استياء شقيقه الملك هنري الذي كان يخشى عائلة مارشال لأنهم كانوا أغنياء ومؤثرين ومعارضين له في كثير من الأحيان، أصبح ريتشارد زوج أم لأطفالها الستة، حصل ريتشارد على مقر إقامته الرئيسي، قلعة والينغفورد في بيركشاير (أكسفوردشير حاليًا) في نفس العام، وأنفق الكثير من المال على ترميمها، كان لديه عقارات أخرى مفضلة في مارلو وسيبنهام في باكينغهامشير، أنجبت إيزابيل من ريتشارد أربعة أطفال، لم يصل منهم إلى سن الرشد سوى هنري ألمين. عارض ريتشارد سيمون دي مونتفورت، وتمرد عام 1238 لاحتجاج على زواج أخته إليانور من سيمون، ولكن هدأت العلاقات بعد حصوله على الهدايا الثمينة، طلبت إيزابيل عندما كانت على فراش الموت في عام 1240 أن تُدفن بجانب زوجها الأول في تيوكسبوري، لكن ريتشارد دفنها في دير بوليو بدلاً من ذلك، ولكنه أرسل قلبها إلى تيوكسبوري.

### الحملة الصليبية وزواجه من سانشيا بين عامي 1240 و1243
في وقت لاحق من ذاك العام غادر ريتشارد إنجلترا متوجهاً نحو الأراضي المقدسة مع الموجة الثانية من الصليبيون حملة البارونات، على الرغم من أنه لم يخوض في أي من المعارك هُناك، إلا أنه تفاوض على إطلاق سراح السجناء (أبرزهم عموري من مونتفورت) وكذلك ساعد في دفن الصليبيون الذين قتلوا في معركة غزة في نوفمبر 1239، وكما قام بتحصين قلعة عسقلان التي دمرها صلاح الدين الأيوبي، وفي طريق عودته إلى الوطن زار شقيقته الإمبراطورة إيزابيل زوجة فريدرخ الثاني إمبراطور الروماني المقدس.
بعد ولادة الأمير إدوارد في عام 1239، تم وضع أحكام الخلافة في حال في وفاة الملك والتي جاءت في صالح الملكة وأقاربها السافويين مما أدت إلى استبعاده من الخلافة، ولمنعه من أن يصبح متمرداً، طرح شقيقه الملك هنري والملكة إليانور تزويجه من شقيقتها سانشيا بعد وقت قصير من عودته في 28 يناير 1242، وأثناء رحلته إلى الأراضي المقدسة مرة أُخرى، التقى بها في بروفنس، بحيث رحب به والدها ريموند برانجيه الرابع بحفاوة، وتزوجا في دير وستمنستر في نوفمبر 1243، كان زواجهما رابطة مميزة التي ربطة ريتشارد بزوجين الملكيين ومصالحهما.
بياتريس شقيقتهما الصغرى (وريثة والدهما) أصبحت لاحقاً زوجة كارلو الأول ملك نابولي، في حين شقيقتهما الكبرى مارغريت كانت زوجة لويس التاسع ملك فرنسا، حسن علاقات زواج بين عائلات المالكة الفرنسية والإنجليزية من أخوات بروفنس إلى تحسين علاقات بين البلدين بعض الشيء التي أصبحت متوترة مؤخراً والتي أدت إلى معاهدة باريس في 1259.

### بواتو وصقلية
عين ريتشارد لفترة قصيرة قبل أغسطس 1225 كونتاً لبواتو، ومع ذلك لم تكن مطالبه لـ بواتو وغاسكونية إلا مجرد مطالبة اسمية، وفي 1241 عين الملك لويس التاسع شقيقه الأصغر ألفونس كـ كونت بواتو، وعلاوة على ذلك ادعت والدته إيزابيلا من أنغوليم أنها تم إهانتها من قبل الملكة الأرملة، وشجعت أبنائها إلى استرداد بواتو بمساعدة من زوجها هيو العاشر دي لوزينيان، ولكن الحملة تحولت إلى إخفاق عسكري بسبب خيانة زوجها، وأخيراً تنازل ريتشارد عن ادعاءاته في ديسمبر 1243.
لاحقاً قدم له البابا تاج صقلية وذلك بعد رشاوي باهظة، إلا أن شقيقه الملك هنري اشترى المملكة لابنه الثاني إدموند.

### انتخابه كملك ألمانيا في 1256

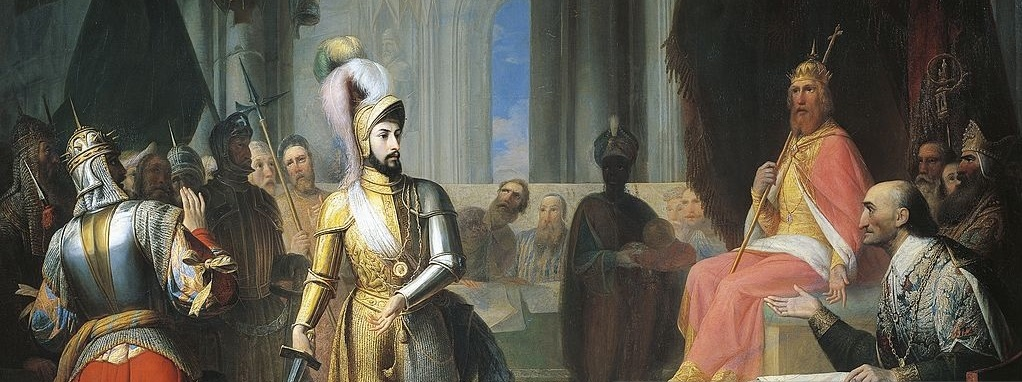
بيير الثاني كونت سافوي يلتقي أوامر الإصلاح من الملك ريتشارد

في 1256 تم انتخاب ريتشارد من قبل أربعة من أصل سبعة أمراء الناخبون في الإمبراطورية الرومانية المقدسة (رئيس أسافقة كولونيا، ورئيس أساقفة ماينتس، وناخب بالاتينات، وأوتوكار الثاني ملك بوهيميا)، ومع ذلك الثلاثة الآخرون ناخب ساكسونيا وناخب براندبورغ ورئيس أساقفة ترير انتخبوا ألفونس العاشر ملك قشتالة، وكذلك فضل البابا والملك لويس التاسع انتخاب ألفونس على ريتشارد، ومع ذلك تم اقتناعهما لدعمه في النهاية المطاف من قبل أقارب الملكة إليانور، في حين أوتوكار الثاني ملك بوهيميا صوت في البداية لصالح ريتشارد، ولكن انتخب ألفونس لاحقاً، ومع ذلك في النهاية وافق على دعم ريتشارد، وبذلك حصل على الأغلبية البسيطة المطلوبة، اضطر ريتشارد على رشوة أربعة ناخبين بتكلفة ضخمة وصلت إلى 28000 مارك، وفي 27 مايو 1257 توج ريتشارد كملك الرومان من قبل رئيس أساقفة كولونيا في مدينة آخن، ومع ذلك مثل ألقابه في بواتو وغاسكونية لم يحمل له أهمية كبيرة، بحيث أنه قام بأربعة زيارات قصيرة لألمانيا بين عامي 1257 و1269.

## الحياة اللاحقة والوفاة والخلافة
بين عامي 1263 و1266 استطاع إنشاء بعض الأديرة في إنجلترا وألمانيا، وكذلك أصبح في صف شقيقه الملك ضد المتمرد سيمون دي مونتفورت في حرب البارونات الثانية (1264-1267)، بعد هزيمة أنصار الملك الكارثية في معركة لويس في مايو 1264، لجأ ريتشارد إلى إحدى طواحين الهوائية، وعندما تم اكتشافه سُجن فيها حتى سبتمبر 1265.
بعد انتهاء الحرب بانتصار الملكيين على البارونات في 1267، اشترى إحدى البارونيات الإقطاعية القريبة من كورنوال في 1270، وتزوجت ريتشارد للمرة الثالثة من ابنة أحد حلفائه بياتريس من فالكنبورخ في 1269 التي كانت في خمسة عشر عاماً أثناء الزواج في حين ريتشارد أصبح بالغ الستينيات من العمر، في ديسمبر 1271 أُصيب ريتشارد بجلطة دماغية، بحيث أصاب جانب الأيمن بالشلل وفقد القدرة على الكلام، وفي 2 أبريل 1272 توفي بقلعة بركمستد بهارتفوردشير، ودفن في دير هايلز بغلوسترشير الذي أسسه، دفن بجوار زوجته الثانية سانشيا وابنه هنري ألمين وربيبه.
عند وفاته اندلعت حرب أهلية في ألمانيا وذلك للصراع على السلطة حتى عام 1273 بحيث تم انتخاب رودولف الرابع كونت هابسبورغ كملك الرومان، وهو سليل عائلة هامة حكمت الإمبراطورية لعدة قرون، في حين خلفه ابنه إدموند كإيرل كورنوال، لم تتزوج زوجته مرة أُخرى وتوفيت في إنجلترا بعد 5 سنوات من وفاته.